# بنتو فرناندس
بنتو فرناندس (به پرتغالی: Bento Fernandes) یک شهرستان در برزیل است که در ریو گرانده شمالی واقع شده‌است.